# 나를 기억해
《나를 기억해》는 2018년에 개봉한 대한민국의 영화이다.

## 줄거리
평범한 고등학교 여교사 '한서린'(이유영)은 결혼을 앞두고 있다. 서린은 어느 날 '마스터'라는 정체불명의 발신자에게 문자를 받고 의문의 연쇄 범죄에 휘말린다. 마스터는 서린의 신체 부위를 몰래 촬영한 사진으로 그녀의 일상을 옥죈다. '자신의 명령에 따르지 않으면 몰카를 유포하겠다'는 내용의 메시지로 협박한다. 극심한 불안과 공포를 느낀 서린은 전직 형사 '오국철'(김희원)과 함께 사건의 실체를 파헤친다. 쫓고 쫓기는 추격전이 펼쳐지지만, 마스터 정체는 갈수록 미궁으로 빠진다. 사건을 푸는 열쇠를 쥔 마스터는 끊임없이 협박 메시지를 보내며 서린의 숨통을 점점 조여온다. 급기야 마스터는 서린의 반 여학생 '세정'(오하늬)까지 타깃으로 삼는다.

## 캐스팅
- 이유영 : 한서린 역
- 김희원 : 오국철 역
- 오하늬 : 양세정 역
- 이학주 : 김동진 역
- 김다미 : 유민아 역
- 김영선 : 한순정 역
- 이제연 : 김진호 역
- 장혁진 : 조영재 역
- 손강국 : 최규동 기자 역
- 고규필 : 문 형사 역
- 강승완 : 장 형사 역
- 이홍내 : 세정 친구 역
- 이재혁 : 강 혁사 역
- 임서윤 : 윤 혁사 역
- 문장빈 : 조영재 아들 역
- 조지현 : 임 선생 역
- 이규현 : 우혁 부 역
- 윤영숙 : 우혁 모 역
- 박은주 : 여교감 역
- 전병덕 : 학교경비 역
- 윤희정 : 미영 역
- 최선정 : 수정 역
- 장윤실 : 민아 담임선생님 역
- 김준희 : 한정식집 아줌마 역
- 강지섭 : 우혁 역 (특별출연)

## 같이 보기
- 2018년 대한민국의 영화 목록